# Шенкс, Джеймс
Джеймс Шенкс (англ. James Shanks; 24 апреля 1800, Джонстон, Ренфрушир, Шотландия — 13 августа 1867, Сент-Хеленс, Мерсисайд, Англия) — британский инженер-химик.
Изучал медицину в Университете Глазго, затем некоторое время работал помощником врача в своём родном городе. Постепенно интересы Шенкса сместились в сторону химии, и он поступил на работу на местное производство, изготавливавшее квасцы и хромат калия, затем работал в этой же области в Вустере, Ньюкасле, Сент-Хеленсе, где с 1841 года занял место управляющего фабрикой, а в 1845 году вступил в дело в качестве партнёра (фирма Crosfield & Shanks).
Начиная с 1841 года Шенкс запатентовал ряд инженерных приспособлений для химического производства, из которых наибольшее значение имели так называемые «цистерны Шенкса» (англ. Shanks' vats), первоначально применявшиеся для извлечения щёлочи из растительного сырья. В дальнейшем Сантьяго Хамберстон приспособил эту технологию для усовершенствования методов добычи селитры на северочилийских месторождениях, что позволило заметно повысить эффективность производства.